# Stazione di Yoshikawa
La stazione di Yoshikawa (吉川駅?, Yoshikawa-eki) è una stazione ferroviaria situata della città omonima nella prefettura di Saitama, ed è servita dalla linea Musashino della JR East.

## Servizi ferroviari
East Japan Railway Company
■ Linea Musashino

## Struttura
La stazione è dotata di due marciapiedi laterali serventi due binari su viadotto. 
| 1 | ■ Linea Musashino | per Minami-Urawa, Nishi-Kokubunji e Fuchū-Hommachi |
| 2 | ■ Linea Musashino | per Shin-Matsudo, Nishi-Funabashi e Tokyo          |

## Stazioni adiacenti
| «                  | Servizio        | »                |
| Linea Musashino    | Linea Musashino | Linea Musashino  |
| ------------------ | --------------- | ---------------- |
| Koshigaya-Laketown | Locale          | Yoshikawa-Minami |